# كلاي لانكستر
كلاي لانكستر (بالإنجليزية: Clay Lancaster)‏ هو كاتب أمريكي، ولد في 30 مارس 1917 في ليكسينغتون في الولايات المتحدة، وتوفي في 25 ديسمبر 2000 في هارودسبورغ في الولايات المتحدة.